# تقي أباد (فريمان)
تقي أباد (بالفارسية: تقی‌آباد) هي قرية تقع في قسم قلندرآباد الريفي في إيران. يقدر عدد سكانها بـ 1,685 نسمة .